# Francie na Letních olympijských hrách 2004
Francii na Letních olympijských hrách v roce 2004 reprezentovala výprava 308 sportovců (195 mužů a 113 žen) ve 27 sportech.

## Medailisté
| Medaile | Jméno                                                                           | Sport                | Soutěž                                   |
| ------- | ------------------------------------------------------------------------------- | -------------------- | ---------------------------------------- |
| Zlato   | Tony Estanguet                                                                  | Kanoistika           | C1 slalom muži                           |
| Zlato   | Benoît Peschier                                                                 | Kanoistika           | K1 slalom muži                           |
| Zlato   | Julien Absalon                                                                  | Cyklistika           | Muži cross-country                       |
| Zlato   | Arnaud Boiteau Didier Courrèges Cédric Lyard Jean Teulère Nicolas Touzaint      | Jezdectví            | Jezdecká všestrannost – družstva         |
| Zlato   | Brice Guyart                                                                    | Šerm                 | Muži fleret                              |
| Zlato   | Julien Pillet Damien Touya Gaël Touya                                           | Šerm                 | Družstvo mužů šavle                      |
| Zlato   | Érik Boisse Fabrice Jeannet Jérôme Jeannet Hugues Obry                          | Šerm                 | Družstvo mužů kord                       |
| Zlato   | Émilie Le Pennec                                                                | Sportovní gymnastika | Ženy bradla                              |
| Zlato   | Adrien Hardy Sébastien Vieilledent                                              | Veslování            | Muži dvojskif                            |
| Zlato   | Faustine Merretová                                                              | Jachting             | Ženy třída Mistral                       |
| Zlato   | Laure Manaudou                                                                  | Plavání              | Ženy 400 m volný způsob                  |
| Stříbro | Jérôme Thomas                                                                   | Box                  | Muži váha muší do 51 kg                  |
| Stříbro | Arnaud Tournant                                                                 | Cyklistika           | Muži 1000 m s pevným startem             |
| Stříbro | Laura Flesselová-Colovicová                                                     | Šerm                 | Ženy jednotlivkyně kord                  |
| Stříbro | Frédérique Jossinetová                                                          | Judo                 | Ženy 48 kg                               |
| Stříbro | Frédéric Dufour Pascal Touron                                                   | Veslování            | Muži dvojka bez kormidelníka lehkých vah |
| Stříbro | Laure Manaudou                                                                  | Plavání              | Ženy 800 m volný způsob                  |
| Stříbro | Malia Metella                                                                   | Plavání              | Ženy 50 m volný způsob                   |
| Stříbro | Myriam Baverel                                                                  | Taekwondo            | Ženy +67 kg                              |
| Stříbro | Amélie Mauresmová                                                               | Tenis                | Ženy dvouhra                             |
| Bronz   | Naman Keïta                                                                     | Atletika             | Muži 400 m překážek                      |
| Bronz   | Christine Arronová Sylviane Félixová Muriel Hurtisová Véronique Mangová         | Atletika             | Ženy štafeta 4 × 100 m                   |
| Bronz   | Fabien Lefèvre                                                                  | Kanoistika           | K1 slalom muži                           |
| Bronz   | Mickaël Bourgain Laurent Gané Arnaud Tournant                                   | Cyklistika           | Družstvo mužů sprint                     |
| Bronz   | Maureen Nisimaová                                                               | Šerm                 | Ženy jednotlivkyně kord                  |
| Bronz   | Sarah Daninthe Laura Flesselová-Colovicová Hajnalka Kiralyová Maureen Nisimaová | Šerm                 | Ženy družstvo kord                       |
| Bronz   | Pascal Rambeau Xavier Rohart                                                    | Jachting             | Muži třída Star                          |
| Bronz   | Hugues Duboscq                                                                  | Plavání              | Muži 100 m prsa                          |
| Bronz   | Solenne Figuès                                                                  | Plavání              | Ženy 200 m volný způsob                  |
| Bronz   | Laure Manaudou                                                                  | Plavání              | Ženy 100 m znak                          |
| Bronz   | Pascal Gentil                                                                   | Taekwondo            | Muži +80 kg                              |
| Bronz   | Anna Gomis                                                                      | Zápas                | ženy, volný styl do 55 kg                |
| Bronz   | Lise Legrand                                                                    | Zápas                | ženy, volný styl do 63 kg                |